# Sport Clube Vila Real
El Sport Clube Vila Real es un equipo de fútbol de Portugal que juega en el Campeonato de Portugal, la cuarta división de fútbol en el país.

## Historia
Fue fundado en el año 1920 en la ciudad de Vila Real, en el distrito del mismo nombre y a pesar de nunca haber jugado en la Primeira Liga, estuvieron cerca de jugar en ella en la temporada de 1944, en donde se enfrentaron en un play-off al Estoril Praia, la cual perdieron 2-3 y no han estado en la Liga de Honra desde 1978.
El club está afiliado a la Asociación de Fútbol de Vila Real, por lo que han estado en los torneos de esa asociación, y han participado en la Copa de Portugal en varias ocasiones.

## Palmarés
- Portuguese Third Division: 2

1952/53, 2000/01
- Campeonato de Vila Real: 25

1924/25, 1925/26, 1926/27, 1927/28, 1928/29, 1929/30, 1930/31, 1931/32, 1932/33, 1933/34, 1934/35, 1935/36, 1936/37, 1937/38, 1938/39, 1939/40, 1940/41, 1941/42, 1942/43, 1943/44, 1944/45, 1945/46, 1946/47, 2018/19, 2022/23
- AF Vila Real Divisão de Honra: 3

2007/08, 2010/11, 2013/14

## Jugadores

### Jugadores destacados
| - Paulo Jorge Carreira Nunes - Beto Vidigal - Henrique Neris Brito - René Rivas - Reinaldo Gomes - Christiano François - Armando Sá - Gero Arribas | - Paulo Alves - Fernando Dinis - Samuel Fraguito - Vítor Murta - Nuno Espírito Santo |

## Entrenadores

### Entrenadores destacados
- Manuel Pedro Gomes (1987-1989)
- Manuel Machado (1993-1994)
- Amândio Barreiras (1995-1997)
- Vitor Maçãs (1999-2000)
- Quim Vitorino (2001-2002)
- Nuno Pereira (2012-2013)
- Luís Pimentel (2013-)